# Никола Пусен
Никола Пусен (фр. Nicolas Poussin; Лез Андели, 15. јун 1594 — Рим, 19. новембар 1665) био је француски барокни сликар. У његовом раду доминира јасност, логика и ред. Линија му је важнија од боје. До 20. века остао је инспирација за сликаре оријентисане класици као што су били Жак Луј Давид и Пол Сезан. Већину живота провео је у Риму, осим кратког периода који је провео у служби кардинала Ришељеа као главни краљевски сликар.

## Детињство и младост
Његов биограф је био пријатељ Ђовани Пјетро Белори, који је навео да је Пусен рођен у Нормандији и да је током раног образовања учио и нешто латинског. Његови рани цртежи привукли су пажњу локалног сликара Квентина Варена. Пусен је био његов ученик. У Париз је побегао када је имао осамнаест година. Тада је у Паризу био сликар код слабијих мајстора, који се сада памте само по томе да су учили Пусена. Тада је француска уметност била у прелазу. Стари систем шегртовања је био нарушен, а још није постојао систем академске припреме. Два пута је покушавао да дође до Рима. Дошао је у Лион, где се нашао са дворским песником Марије Медичи Ђамбатистом Марином. Марино му је дао да ради илустрације његове поеме Адон и да ради на серији илустрација за предвиђено издање Овидијевих метаморфоза. Марино је 1624. омогућио Пусену да му се придружи у Риму.

## Ране године у Риму
Када му је у Риму умро Марино нашао се без икакве подршке, али нашао је убрзо нове покровитеље. Подржавао га је кардинал Франческо Барберини. Међутим Пусен се нашао у проблемима, када су кардинал и његов секретар отпутовали у Шпанију. Када се вратио Барберини 1626. из Шпаније обновило се кардиналово покровитељство. Из тога периода потичу два Пусенова велика платна. Био је то рад Смрт Германикуса за Барберинија и Мучеништво светог Еразма (1630). У то време се разболио, па га је у своју кућу примио пријатељ Гаспар Диге. Ту се о њему бринула пријатељева ћерка Ана Марија са којом се Пусен 1630. оженио.
Он се у Риму придружио једној неформалној академији уметника и покровитеља, који су се супротстављали стилу барока, који се формирао око Јоахима фон Сандрарта. Међу Пусеновим првим покровитељима били су Кардинал Барберини,
- кардинал Омодеј, за кога је 1627. сликао Тријумф флоре,
- кардинал Ришеље, за кога је насликао Баханал,
- Вићенцо Густијани, за кога је насликао Масакр невиних
- Касијапо дел Поцо, за кога је насликао прву серију од Седам сакрамената

## Пусен у Француској
Захваљујући серији првих радова у Риму позвао га је 1639. кардинал Ришеље да украси Лувр.
Луј XIII га је у Паризу назвао првим сликаром. Током две године у Паризу насликао је неколико слика за краљевске капеле. То су били Последња вечера, коју је насликао за Версај, осам мотива за гоблене, серију Херкули радови за Лувр и Тријумф истине за кардинала Ришељеа.
Пошто му је већ било доста разних интрига Пусен се 1643. повукао у Рим. Тамо је завршио другу серију Седам сакрамената. Током 1649. сликао је Визија светог Петра, а 1651. Света породица за војводу од Крекија. Годину за годином почео је да слика много радова. Умро је у Риму 19. новембра 1665.

## Радови
Најбоља колекција Пусенових слика налази се у Лувру, али има дела у Великој Британији и Риму.
Неки од радова у Лувру су
- Куга у Ашдоду
- Соломонов суд
- Слеп човек Јерихона
- Прељуба
- Аркадијски пастири

Неколико других радова:
- Обожавање златног телета
- Света породица у степи
- Какус
- Тестамент Еудамида
- Отмица Сабињанки
- Уништење Јерусалима
- Јевреји беру ману
- Елјезер и Ребека
- Крајолик са Полифемом
- Седам сакрамената

## Стил и метод
- Баканала или Бахус и Аријадна, 1624–1625, Музеј Прадо
- Давидов тријумф, око 1630, Музеј Прадо
- Четири годишња доба (пролеће), око 1664, Лувр
- Панов тријумф, око 1635, Перо и мастило са испирањем, преко црне креде и оловке, Краљевска колекција

Током свог живота Пусен је био одвојен од популарне тенденције према декоративној у француској уметности свог времена. У Пусеновим делима преживљавање импулса ренесансе повезано је са свесним позивањем на уметност класичне антике као мерило изврсности. Одбацујући емоционалност барокних уметника као што су Бернини и Пјетро да Кортона, он је истицао церебралне аспекте. Његов циљ је била јасноћа израза постигнута disegno или 'племенитим дизајном' у односу на colore или боју.
Током касних 1620-их и 1630-их, експериментисао је и формулисао свој стил. Проучавао је антику, као и дела као што су Тицијанове Баханалије (Баханала Андријанаца, Бахус и Аријадна, и Обожавање Венере) у Казину Лудовизи и слике Доменикина и Гвида Ренија.
За разлику од топлог и атмосферског стила његових раних слика, Пусен је до 1630-их развио хладнију палету, сувљи додир и више сценски приказ фигура распоређених унутар добро дефинисаног простора. У Давидовом тријумфу (око 1633–34; Галерија слика Дулвич), фигуре на сцени су распоређене у редове који су, попут архитектонске фасаде која служи као позадина, паралелни са равни слике. Насиље из Силовања Сабинки (око 1638; Лувр) има исти апстрактни, кореографски квалитет који се види у Плесу уз музику времена (1639–40).
Супротно стандардној студијској пракси свог времена, Пусен није правио детаљне цртеже фигура као припрему за сликање, а изгледа да није користио помоћнике у извођењу својих слика. Направио је неколико цртежа као самостална дела, осим серије цртежа који илуструју Овидијеве Метаморфозе које је направио на почетку своје каријере. Његови цртежи, обично пером и мастилом, укључују пејзаже нацртане из природе да би се користили као референце за сликање, и студије композиције у којима је блокирао своје фигуре и њихове поставке. Да би му помогао у формулисању својих композиција, правио је минијатурне воштане фигуре и слагао их у кутију која је била отворена са једне стране као позоришна сцена, да би служила као модели за његове композицијске скице. Пјер Розенберг је описао Пусена као „не бриљантног, елегантног или заводљивог цртача. Далеко од тога. Његов недостатак виртуозности је, међутим, надокнађен бескомпромисном строгошћу: никада не постоји неважна ознака или сувишна линија.”

## Историјски пријем Пусена
Имао је велики утицај на француску и светску уметност. У почетку Пусенову генијалност је препознавао само малени број сакупљача. Изгледа да није успео да задовољи краља Луја XIV, јер изгледа да није био спреман за дворске интриге. Након смрти био је признат због доприноса класичној француској уметности. Многи сликари 19. века следили су Пусенове композицијске примере. Жак Луј Давид је за време Француске револуције поново оживео стил, који је био познат као пусенизам. Имао је утицај на постимпресионисте. Сезане је касније рекао да је поново стварао Пусена. Сезане је заправо тражио тродимензионалну композицију у простору.
У свету уметности појавила се дебата између заговорника Пусеновог стила, који су сматрали да је цртеж најважнији елемент слике, и заговорника Рубенса, који је стављали боју изнад цртежа. Током Француске револуције, Пусенов стил је заступао Жак-Луј Дејвид делимично зато што су вође Револуције желеле да замене неозбиљност француске дворске уметности републиканском строгошћу и грађанским ставом. Пусенов утицај је био очигледан у сликама као што су Брут и Смрт Марата. Бенџамин Вест, амерички сликар из 18. века који је радио у Британији, пронашао је инспирацију за своје платно Смрт генерала Волфа у Пусеновој Смрти Германика.
Деветнаести век је донео оживљавање ентузијазма за Пусена. Француски писци су настојали да створе национални уметнички покрет и Пусен је постао један од њихових хероја: оснивач француске школе; он се појављује у драмама, причама и романима, као и физиогномским студијама. Он је такође постао модел за мит о детету генију, који постаје бедни уметник одбачен од друштва, као што се може видети на слици Франсоа-Маријуса Гранеа о смрти Пусена. Један од његових највећих поштовалаца био је Енгр, који је студирао у Риму и тамо постао директор Француске академије. Енгр је писао: „Само велики сликари историје могу да насликају прелеп пејзаж. Он (Пусен) је био први и једини који је ухватио природу Италије. Карактером и укусом својих композиција доказао је да таква природа припада њему; толико да када се суочите са лепим местом, човек каже, и тачно каже, да је „пусенеска“. Други Пусенов обожавалац из 19. века био је Енгров велики ривал, Ежен Делакроа; он је 1853. написао: „Пусенов живот се огледа у његовим делима; савршено је у складу са лепотом и племенитошћу његових изума... Пусен је био један од највећих иноватора које се могу наћи у историји сликарства. Стигао је усред школе маниризма, где је занат био дражи од интелектуалне улоге уметности. Раскинуо је са свом том лажношћу“.